# Héroes del Silencio
Héroes del Silencio est un groupe espagnol de rock gothique, originaire de Saragosse. Toujours très populaire, il cesse ses activités après son album Avalancha sorti en 1995, et s'est réuni de nouveau en 2007 pour une série de dix concerts à Guatemala, Buenos Aires, Monterrey, Mexico, Los Angeles, Séville, Saragosse et Valence devant 80 000 personnes, concert qui a provoqué de gigantesques embouteillages sur 17 km (dû au nombre élevé de personnes sans entrée espérant en obtenir aux abords du concert).
Réputé en Espagne mais également sur tout le continent européen et en Amérique latine, il se produisit par exemple en Allemagne et en Suisse notamment au début des années 1990. Il reste à ce jour le groupe musical espagnol ayant vendu le plus d'albums à l'international, et le premier groupe de rock en langue espagnole à avoir été diffusé sur le réseau mondial de MTV.
Ses albums phares sont El Espíritu del Vino et Avalancha, son premier opus étant El Mar no Cesa. Le groupe perce avec son deuxième album, Senderos de traición (Les sentiers de la trahison), et plus particulièrement avec le titre Entre dos tierras. Leurs albums sont produits par de grands noms du rock comme Phil Manzanera et Bob Ezrin.

## Historique

### Débuts (1984–1990)
Les origines de Héroes del Silencio remontent au début des années 1980 à Saragosse, où les frères Pedro (batterie) et Juan Valdivia (guitare) commencent à faire leurs premiers pas dans le monde de la musique avec un de leurs cousins, Javier Guajardo Valdivia qui était chanteur, formant le groupe Zumo de Vidrio. La scène musicale espagnole de cette époque est dominée par des groupes de la movida madrileña tels que Alaska y Dinarama, Radio Futura, Nacha Pop, Gabinete Caligari ou Los Secretos, ainsi que El Último de la Fila, groupe originaire de Barcelone, tandis que les artistes internationaux les plus influents du moment appartenaient à des styles plus divers : Michael Jackson, The Police ou Dire Straits.
Ils font la rencontre d'Enrique Ortiz de Landázuri (Enrique Bunbury), qui a joué de la basse et chanté au sein du groupe Proceso Entrópico, avec qui ils partagent des sessions d'écriture. Bunbury accepte leur proposition de rejoindre le groupe en 1984 et ils commencent à jouer ensemble, d'abord en trio. Leur premier concert date du 16 décembre 1984. Ils enregistrent ensuite leur première démo qui comprend les morceaux Olvidado, Sindicato del riesgo, Héroe del silencio (qui s'intitulait à l'origine Héroe de leyenda) et Hologramas. Leur style musical sombre est marqué par une tonalité post-punk ; plus tard, les nouvelles compositions seront davantage teintées de pop à la Glass Juice. En 1985, un nouveau bassiste, Joaquín Cardiel, rejoint le groupe pour remplacer Enrique, qui chantait et composait les paroles. La même année, Pedro Valdivia quitte le groupe pour se consacrer à ses études, et est remplacé par le batteur Pedro Andreu.
Le groupe remanié enregistre un EP quatre pistes à la fin 1987, intitulé Heroes del silencio. Le disque se vend à 30 000 exemplaires, un record pour un premier maxi en Espagne. Après ce succès, EMI décide de sortir leur premier album studio, Héroes del Silencio, composé par les membres du groupe et publié en octobre 1988. L'album atteint les 150 000 exemplaires et est certifié disque de platine. Le groupe entame alors la tournée El Mar no cesa, bien promue par la maison de disques, durant laquelle le groupe affirme la puissance de ses prestations scéniques.

### Succès (1990–1993)

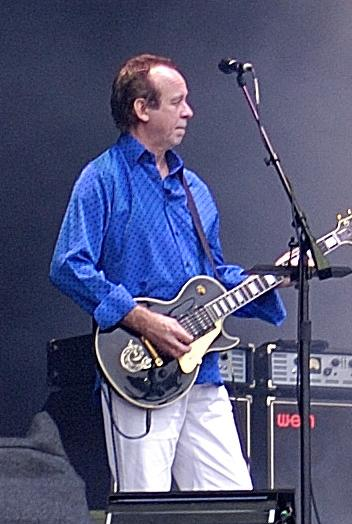
Phil Manzanera était le producteur pendant les heures de gloire des Héroes.

Lors du concert de la tournée à Calatayud, les membres du groupe sont assistés par le producteur (et ancien membre de Roxy Music) Phil Manzanera, qui leur fait une très bonne impression. Celui-ci, convaincu de leur potentiel, leur offre de produire un nouvel album et, en septembre 1990, ils reviennent donc en studio pour enregistrer leur deuxième album, Senderos de traición. L'enregistrement est effectué entre Madrid et Londres ; quelques morceaux avaient déjà été joués pendant la tournée El mar no cesa et d'autres, tels Decadencia et El Cuadro II, avaient depuis longtemps été composés et améliorés pour un futur album. Ces morceaux, puissants et émotionnels, montrent les progrès réalisés par le groupe, notamment avec des chansons telles que Entre dos tierras et Maldito duende.
La presse spécialisée les compare alors à The Mission, notamment pour leurs points communs avec les arpèges de type britannique, les paroles cryptiques, la sonorité en général, l'esthétique et la symbologie. Des années plus tard, Bunbury considérera cette phase comme le sommet des Héroes, leur âge d'or. Ils continuent à dire que « le premier album n'a pas reflété exactement ce que le groupe était, il reflétait un genre spécifique (...) Nous avons cherché un style plus direct, une énergie forte... » Pendant la réalisation de l'album, ils enregistrent également la version en anglais des chansons Entre dos tierras et Maldito duende, mais décident finalement de ne pas les publier et de garder les bandes.
En deux semaines, l'album se classe à la première place des ventes en Espagne avec environ 400 000 exemplaires vendus. En 1991, ils lancent la tournée Tour Senda, qui comprend 140 concerts à travers le pays, et aboutit à une mini-tournée en Allemagne, Suisse, Belgique et France. L'année 1992 est consacrée à la prise de contact avec le public européen, avec 54 concerts à travers plusieurs pays du continent, tournée financée par les recettes des concerts en Espagne. Cette même année, ils donnent leurs premiers concerts au Mexique, l'année des célébrations du V Centenario (500 ans de la "découverte" de l'Amérique), qui ont causé selon Bunbury un environnement hostile.
Pendant cette tournée, qui a duré deux semaines, ils font la rencontre du guitariste Alan Boguslavsky, qui deviendra plus tard membre du groupe.

### Consécration (1993–1996)

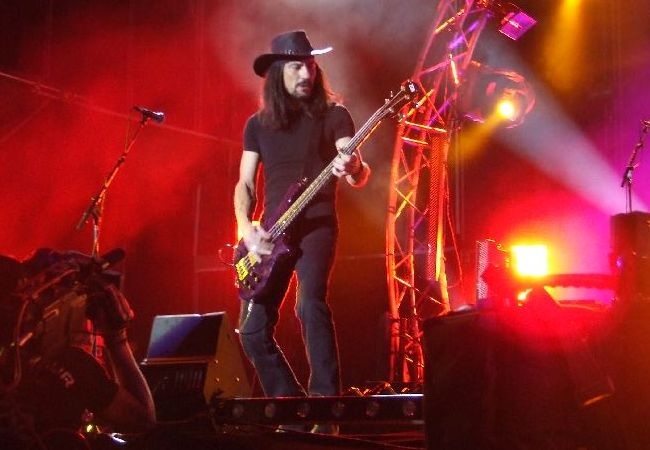
Joaquín Cardiel, bassiste du groupe.

Début 1993, ils retournent en studio pour enregistrer leur troisième album, El Espíritu del vino, pour lequel Phil Manzanera participe à la production. L'enregistrement est réalisé aux studios Metropolis à Londres et se termine en mars. Il s'agit de l'album le plus complexe et le plus complet du groupe, et aussi celui où les paroles d'Enrique sont devenues plus énigmatiques. Des morceaux connus comme Nuestros nombres et La Sirena varada sont publiés sur l'album et diffusés ensuite simultanément sur toute l'Europe.
Dès la sortie de l'album, ils se lancent dans la tournée El Camino del Exceso, qui les emmènera à travers l'Europe et l'Amérique, avec un total de 134 concerts ; ils recrutent le guitariste mexicain Alan Boguslavsky comme second guitariste. Il est à noter que le 20 juillet, le groupe est reçu pour un entretien avec le prince Felipe, qui a avoué être fan du groupe, les félicitant de promouvoir la langue castillane à travers le monde. Cet entretien fait polémique lorsque Enrique, en partant, se déclare anti-monarchique devant la presse.
1993 est aussi l'année de l'émergence internationale du groupe. Il participe notamment à un festival contre le racisme à Berlin qui entérine son succès en Allemagne, où l'album s'est vendu à 250 000 exemplaires et a été numéro 1 des ventes, ainsi qu'en Espagne, au Mexique et en Suisse,. La diffusion de ses clips dans sur tout le continent par la chaine musicale MTV contribue à sa popularisation. La tournée comprend deux mois de dates en Amérique latine, avec 26 concerts au Mexique, au Chili et en Argentine. Après sa longue tournée qui culmine avec cinq festivals en Allemagne et en Finlande en juillet 1994, le groupe se met en pause. Les membres du groupe reconnaitront plus tard que les tournées excessives et la fatigue avaient endommagé la cohésion du groupe et provoqué une profonde crise interne,.
Pour surmonter cette crise, les quatre musiciens vont alors chercher la spiritualité et la paix intérieure pendant deux mois, à l'automne 1994, dans une enclave isolée des Pyrénées, près de Benasque. Ils discutent de leur avenir, cherchent des solutions et prévoient la sortie du prochain album pour 1995. Ils prennent aussi la décision de changer de producteur, afin de donner une nouvelle tournure au projet. Ils confient alors les rênes à Bob Ezrin, producteur des albums de Pink Floyd, Alice Cooper, Lou Reed et Kiss, entre autres. Après trois mois d'enregistrement à Londres et Los Angeles, le quatrième album studio du groupe, intitulé Avalancha, considéré comme le plus rock, est publié simultanément dans 26 pays le 18 septembre 1995. L'album est un succès commercial, atteignant rapidement les 200 000 exemplaires vendus. Cette sortie est suivie par une tournée promotionnelle, comme à l'accoutumée, qui finit cependant par créer de la distance entre les membres du groupe.

### Séparation (1996)
La tournée Avalancha emmène les Héroes del Silencio de la fin 1995 à octobre 1996 pour 152 concerts entre l'Europe et l'Amérique. La manque de sommeil et la dégradation des relations entre les membres finissent par faire éclater les divergences. Le groupe se sépare à la fin de l'année 1996.

## Discographie
- 1988 - El Mar no cesa (EMI Music)
- 1990 - Senderos de traición (EMI Music)
- 1993 - El Espíritu del vino (EMI Music)
- 1995 - Avalancha (EMI Music)